# Jamnikova in Strevčeva peč
Jamnikova in Strevčeva peč este o arie protejată (arie specială de conservare — SAC, sit de importanță comunitară — SCI) din Slovenia întinsă pe o suprafață de 88,41 ha, integral pe uscat.

## Localizare
Centrul sitului Jamnikova in Strevčeva peč este situat la coordonatele 46°25′34″N 14°39′09″E / 46.426°N 14.6526°E.

## Înființare
Situl Jamnikova in Strevčeva peč a fost declarat sit de importanță comunitară în aprilie 2013 pentru a proteja un număr necunoscut de specii din flora spontană și fauna sălbatică aflate în arealul zonei. Situl a fost protejat și ca arie specială de conservare în aprilie 2015.

## Biodiversitate
Situată în ecoregiunea alpină, aria protejată conține 2 habitate naturale: Pante stâncoase calcaroase cu vegetație casmofită, Păduri de pin scoțian din Dolomiții dinarici (Genisto januensis-Pinetum).
La baza desemnării sitului se află un număr nedeclarat de specii protejate.